# Айсаринское
Айсаринское (каз. Айсары) — село в Акжарском районе Северо-Казахстанской области Казахстана. Административный центр и единственный населённый пункт Айсаринского сельского округа. Код КАТО — 593432100.

## Население
В 1999 году население села составляло 927 человек (487 мужчин и 440 женщин). По данным переписи 2009 года, в селе проживало 331 человек (170 мужчин и 161 женщина).